# Голубев, Николай Николаевич
Николай Николаевич Голубев (12 (24) сентября 1875 — после 1948) — юрист, доктор международного права, профессор Ярославского Демидовского юридического лицея и Ярославского университета.

## Биография
Родился 12 (24) сентября 1875 в Вязниках Владимирской губернии.
Учился во Владимирской гимназии. В 1894 году поступил на юридический факультет Московского университета, который окончил в 1898 году.
После сдачи магистерских экзаменов был отправлен за границу. В 1901—1903 годах слушал лекции по международному, государственному и административному праву в школе права в Париже и в университетах Берлина, Гейдельберга, Женевы, Берна, Цюриха.
В 1903 году вернулся из-за границы и защитил диссертацию на степень магистра права в Московском университете и с 1904 года преподавал в нём в качестве приват-доцента.
В ноябре 1904 года занял должность доцента Демидовского юридического лицея. Первоначально читал курс административного права. 13 апреля 1907 года стал экстраординарным профессором по кафедре государственного и административного права.
Защитил докторскую диссертацию по международному праву в Новороссийском университете и в марте 1910 года и был назначен ординарным профессором. Стал читать курсы международного права.
В Демидовском юридическом лицее был членом Правления. Участвовал в работе Ярославского юридического общества. В 1912-1917 годах руководил изданием библиографического журнала «Юридическая библиография». Также состоял членом редакционной комиссии «Юридических записок».
После реорганизации лицея в университет читал лекции на факультете общественных наук, затем работал на педагогическом факультете, где читал лекции по истории международных отношений.
С декабря 1918 года по июль 1919 года был деканом экономического и кооперативного отделений факультета общественных наук.
О дальнейшей судьбе Н. Н. Голубева сохранилось мало информации. Известно только, что в 1924 году перед приостановлением деятельности Ярославского университета его руководство ходатайствовало о назначении Н. Н. Голубеву пожизненной пенсии в размере полного оклада содержания штатного профессора с 25-летней преподавательской деятельностью.

## Научная деятельность
Н. Н. Голубев известен как юрист-международник. В начале XX века он провёл объёмный и детальный анализ истории возникновения международных органов и организаций: собрав все примеры и неудавшиеся попытки создания международных административных комиссий, проследив развитие каждого учреждения и всего института международных организаций, выяснив юридическую природу комиссий и причину их появления.
В своей докторской диссертации «Международные административные комиссии XIX века. Очерки теории и практики» он изложил историю возникновения и правовой статус: санитарных комиссий; учреждений, созданных для безопасности и судоходства в Африке, Азии и на Балканском полуострове; финансовых советов по управлению службой государственного долга и контроля над финансами; комиссий для безопасности и благоустройства в отдельных областях; международного управления по европейским рекам.